# 스즈키 소사쿠
스즈키 소사쿠(鈴木宗作, 1891년 9월 27일 - 1945년 4월 19일)은 일본의 육군 군인이다. 아이치현 출신으로, 일본 육군사관학교 24기생, 일본 육군대학교 31기생. 제35군사령관이었던 1945년 4월 19일, 필리핀 전선에서 전사했고, 사후 육군 대장으로 진급한다. 1974년에는 훈일등욱일대수장(전몰자 서훈)을 수여받았다.

## 연혁
- 1912년 5월 28일 일본 육군사관학교 졸업
- 1919년 11월 26일 일본 육군대학교 졸업
- 1922년 ~ 1925년 독일 파견 상주 장교
- 1927년 대위로 승진
- 1933년 관동군으로 전출하여 만주에서 헌병대장으로 3년간 근무
- 1935년 8월 1일~1937년 육군 보병 대령, 보병 제4연대장[1]
- 1938년 7월 15일 육군 소장 · 중지나 파견군 참모 부장
- 1939년 9월 12일 지나 파견군 총참모장 부장

12월 1일 참모본부
- 1940년 3월 9일 참모본부 제3부장
- 1941년 3월 1일 육군 중장

11월 6일 제25군 참모장
- 1942년 10월 7일 육군병기본창부
- 1943년 4월 8일 육군 운수 부장

9월 25일 겸임 선박사령관
- 1944년 7월 28일 제35군 사령관
- 1945년 4월 19일 필리핀 민다나오 해에서 전사

6월 14일 육군대장으로 승진
- 1974년 9월 27일 훈일등욱일대수장 수여

## 훈장
- 훈일등욱일대수장 – 1974년 9월 27일

## 참고 문헌
- 福川秀樹 『日本陸軍将官辞典』 芙蓉書房出版, 2001년
- 外山操編 『陸海軍将官人事総覧 陸軍篇』 芙蓉書房出版, 1981년